# فن بيزنطي

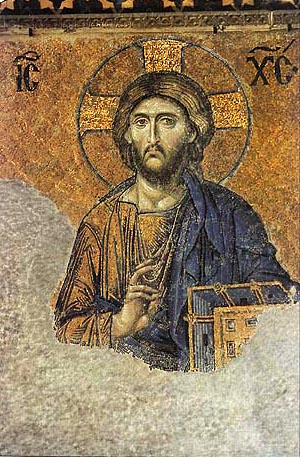
صورة يسوع المسيح إحدى أشهر الرسومات البيزنطية الباقية في آيا صوفيا في القسطنطينية

الفن البيزنطي: ولد هذا الفن في القرن الرابع الميلادي بنشأة القسطنطينية، وهو في حد ذاته متأثر في الفن الهيلنتسي، والروماني، وفنون آسيا الصغرى، وسورية، ومصر، وبالفن الساساني في بلاد فارس، وعرف عنه نظام القبة والزخرفة القائم على الرخام متعدد الألوان، كما في كنيسة آياصوفيا التي بنيت في عام 532م.ويعتبر الفن البيزنطي أصدق مرآة للكيان المركب الذي كانت تتألف منه الحضارة البيزنطية، حيث تآلفت السمات وميزات الفنون الإغريقية والرومانية مع فنون الشام ومصر وفارس، وهي تمتزج بنسب متفاوتة، ولكنها ممتزجة امتزاجاً تاماً يخلق منها كلاً متكاملاً، وقد كان هذا الفن بجوهره فناً دينياً.

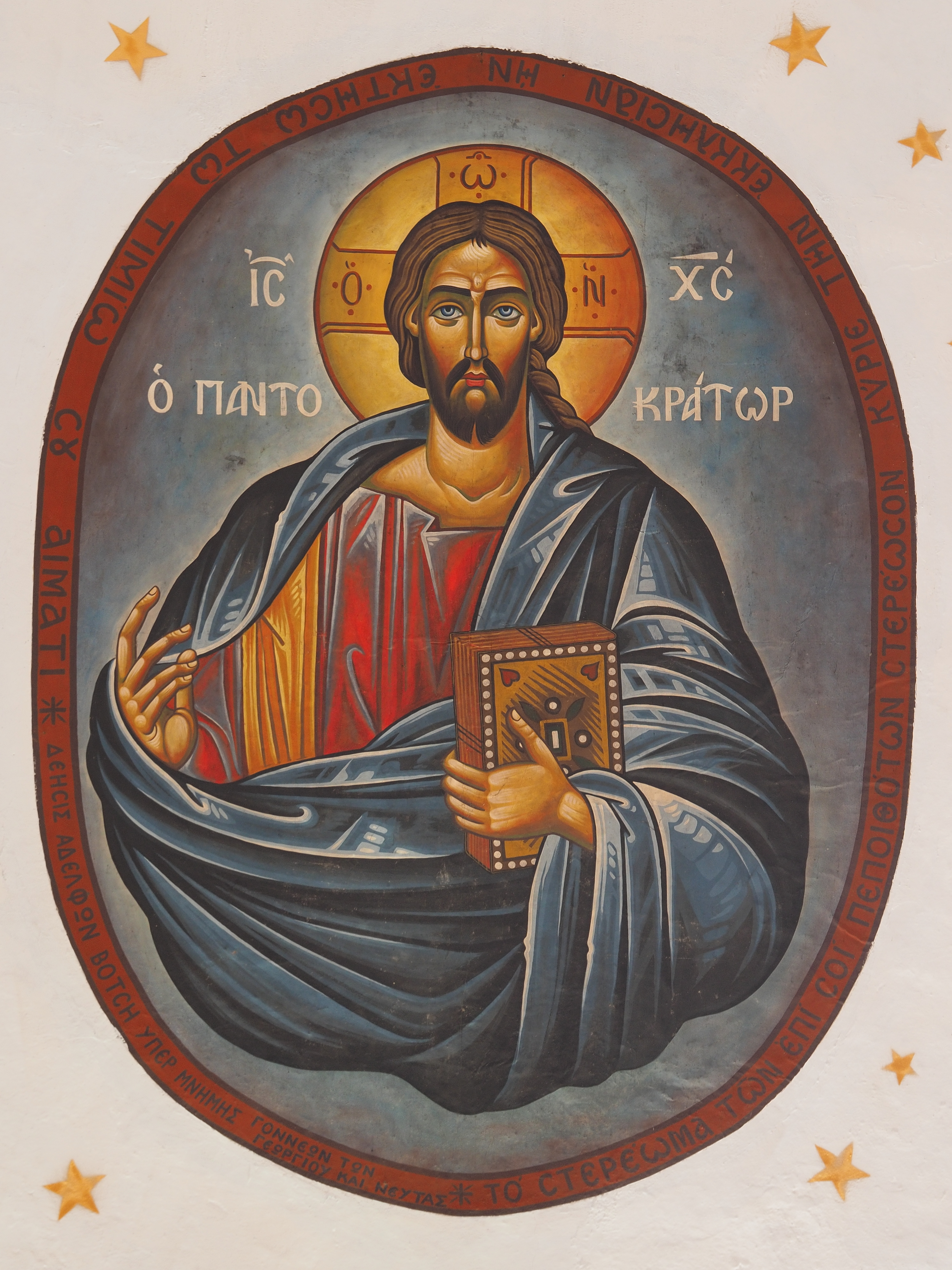
أيقونة جصية بيزنطية للسيد المسيح في كنائس إحدى القرى اليونانية.

ومن المؤكد أن الفن الإغريقي تأثر في بدء ظهوره بالفن المصري القديم. وأن فنون الرومان كانت امتداداً للفنون الإغريقية في الولايات الإيطالية التي كانت تخضع لنفوذ الإغريق من القرن الثامن إلى القرن الخامس في جنوب إيطاليا وكانوا يسمونها «مانيا جريكا» وأن الفن المسيحي بدأ بدوره يستعين برموز الرومان الوثنيين طوال مدة التبشير في الانفاق التي تسمى «كاتاكومب» تحت سطح الأرض إلى أن صدر مرسوم ميلانو في عهد الإمبراطور «قسطنطين الأول» في عام 313، فانتشر المسيحيون يبشرون للدين المسيحي بفنون الرومان فترة طويلة في إيطاليا.
في عام 330 انتقل قسطنطين الأول إلى بلاد الإغريق واتخذ من مدينة بيزنطة عاصمة للإمبراطورية الرومانية الشرقية وسماها القسطنطينية. أصدر الإمبراطور «ثيودوسيوس الأول» في عام 391 مرسوماً معترفاً فيه بالدين المسيحي ديناً رسمياً للإمبراطورية الرومانية.
وساعدها موقعها الجغرافي على أن تكون وقتذاك مركزاُ هاماً للتجارة والصناعات الفنية لسهولة اتصالها بالشرق، وأصبح لها من النفوذ السياسي والديني ما يعادل نفوذ روما التي كانت مقراً للبابا وعاصمة الدولة الرومانية الغربية.
والطراز البيزنطي مشتق من امتزاج الفنون الرومانية التي اصطبغت بالصبغة المسيحية بفنون الأقاليم الواقعة شرقي البحر المتوسط في سوريا، واتخذ لنفسه أسلوباً خاصاً في بناء القباب والعقود المقوسة التي تزينها صور الفسيفساء وحشوات من المرمر البديع الصنع والدقيق في تكويناته وتوزيع ألوانه.

## مقدمة
نشأ الفن البيزنطي وتطور من الثقافة اليونانية المسيحية للإمبراطورية الرومانية الشرقية،  ويحوي كلًا من المسيحية والأساطير اليونانية الكلاسيكية، وقد عُبر عنه بشكل فني من خلال الأساليب الهلنستية والأيكونغرافيا. لم يفقد فن بيزنطة تراثه الكلاسيكي أبدًا، فقد زُينت عاصمة بيزنطة، القسطنطينية، بعدد كبير من المنحوتات الكلاسيكية، رغم أنها أصبحت في نهاية المطاف موضوعًا يثير الحيرة لبعض من سكانها (مع ذلك، لم يُبدي المشاهدون البيزنطيون أي علامات حيرة تجاه الأشكال الأخرى من الوسائط الكلاسيكية، مثل لوحات الحائط). يُعتبر أساس الفن البيزنطي موقفًا فنيًا أساسيًا اتخذه الإغريق البيزنطيون، مثل أسلافهم القدامى، «الذيم لم يكتفوا بالأشكال لوحدها بل حفزتهم العقلانية الفطرية، فوهبوا هذه الأشكال حياةً من خلال ربطها مع محتوى ذي معنى». على الرغم من تميز الفن الذي أُنتج في الإمبراطورية البيزنطية بالإحياء الدوري للقيم الجمالية الكلاسيكية، إلا أنه تميز قبل أي شيء آخر بتطوير قيمة جمالية جديدة تحددها صفته «التجريدية» الواضحة أو أسلوبه المعادي للطبيعة. فإذا كان الفن الكلاسيكي متميزًا بإنشاء تصوير يحاكي الواقع بأكبر قدر ممكن، يبدو أن الفن البيزنطي قد تخلى عن هذه المحاولة لصالح نهج أكثر رمزية.
استمرت طبيعة هذا التحول وأسبابه، التي حدثت إلى حد كبير خلال العصور القديمة المتأخرة في كونها موضوع نقاش علمي لعدة قرون. وعزا جورجيو فازاري ذلك إلى انخفاض المهارات والمعايير الفنية التي جرى إحياؤها من قبل معاصريه في عصر النهضة الإيطالية.
على الرغم من إحياء وجهة النظر هذه من حين لآخر، وأبرزها تلك التي أحياها برنارد بيرينسون، يميل الباحثون المعاصرون إلى النظر بإيجابية أكبر إلى القيم الجمالية البيزنطية. كان كل من ألويس ريجل وجوزيف سترزيجوفسكي، مسؤولين عن إعادة تقييم الفن القديم المتأخر في أوائل القرن العشرين. رأى ريجل أنه تطور طبيعي للميول الموجودة مسبقًا في الفن الروماني، في حين اعتبرها سترزيجوفسكي نتاجًا للتأثيرات «الشرقية». تشمل المساهمات الأخيرة التي برزت في النقاش إسهامات إرنست كيتسينغر، الذي تقفى أثر «الجدلية» بين «التجريد» و«الهلنستية» في العصور القديمة المتأخرة، وجون أونيانز الذي رأى «زيادة في الاستجابة البصرية» في العصور القديمة المتأخرة والتي يمكن للمشاهد من خلالها «النظر إلى شيء كان يُعتبر مجردًا بشكل تام بعبارات القرن العشرين، فيجد أنه تمثيلي».
يُعتبر هذا النقاش حديثًا تمامًا في جميع الأحوال: من الواضح أن معظم المشاهدين البيزنطيين لم يعتبروا أن فنهم مجرد أو غير طبيعي. لاحظ سيريل مانغو «أن تقديرنا للفن البيزنطي ينبع إلى حد كبير من حقيقة أن هذا الفن ليس طبيعيًا، ومع ذلك، يعتبر البيزنطيون، وبحسب تصريحاتهم الموجودة، أن فنهم طبيعي جدًا وأنه مباشر في تقليد فيدياس وأبيليس وزيوكس.
كان الموضوع الأساسي للفن البيزنطي دينيًا وإمبراطوريًا في المقام الأول، وغالبًا ما جُمع بين الموضوعين كما هو الحال في صور الأباطرة البيزنطيين اللاحقين التي زينت كنيسة آيا صوفيا من الداخل في القرن السادس عشر في القسطنطينية.
تنتج هذه الانشغالات في جزء منها عن الطبيعة المتدينة للمجتمع البيزنطي، وفي جزء آخر كنتيجة لهيكلها الاقتصادي، إذ كانت ثروة الإمبراطورية متمركزة في أيدي الكنيسة والمكتب الإمبراطوري، الذي امتلك الفرصة الأكبر لتعهد المهمات الفنية الضخمة.
لم يقتصر الفن الديني على الزخرفة الضخمة في الديكور الداخلي للكنيسة. وكانت الأيقونة أحد الرموز الأكثر أهمية للفن البيزنطي، كصور المسيح والعذراء أو قديس ما، وهي تُستخدم للتبجيل في الكنائس الأرثوذكسية والمنازل الخاصة على حد سواء. كانت الأيقونة أكثر تدينًا من كونها جمالية في طبيعتها، خاصة بعد نهاية تحطيم الأيقونات، فقد فهموا أنهم يُعبرون عن «الوجود» الفريد للشخصية الموضحة عن طريق وسائل «التشابه» بين الشخصية والشكل الذي يصورها والذي يجري الحفاظ عليه بعناية من خلال شرائع التمثيل.
كان تذهيب المخطوطات من الأنواع الرئيسية الأخرى للفن البيزنطي، وكانت النصوص الدينية هي الأكثر شيوعًا، سواء جاءت من الكتاب المقدس نفسه (خاصة المزامير) والنصوص التعبدية أو اللاهوتية (مثل سلم الصعود الإلهي ليوحنا السلمي أو عظات غريغوريوس النزينزي). أُلقي الضوء على النصوص العلمانية: وتشمل الأمثلة المهمة قصة ألكساندر رومانس وتاريخ يوحنا سكايليتس.
ورث البيزنطيون انعدام الثقة المسيحية المبكرة بالنحت الضخم في الفن الديني، ولم ينتجوا سوى النقوش التي لم يبق منها إلا عدد قليل جدًا بالحجم الحقيقي، وهذا ما كان متناقضًا بشكل حاد مع فن الغرب في العصور الوسطى، إذ جرى إحياء النحت الضخم من فن كارولنجي وما بعده.
اعتُبرت «الفنون الصغيرة» مهمة للغاية في الفن البيزنطي والعناصر الفاخرة، بما في ذلك العاج المنحوت من خلال نقش الألواح القنصلية المزدوجة أو الصناديق مثل صندوق فيرولي ونحت الحجر الصلب والقطع المطلية بالميناء والزجاج والمجوهرات والأعمال المعدنية والحرير المزركش التي أُنتجت بكميات كبيرة طوال فترة العهد البيزنطي. حملت العديد من هذه القطع مواضيع دينية، على الرغم من أن عددًا كبيرًا من إنتاج العديد من القطع التي تناسب العلمانية أو غير التمثيلية، على سبيل المثال، العاجيات التي تصور موضوعات من الأساطير الكلاسيكية. كان الخزف البيزنطي بسيطًا نسبيًا، إذ لم يُستخدم الفخار أبدًا على طاولات الأثرياء الذين استخدموا الفضة البيزنطية.

## الفترات
ينقسم الفن والعمارة في بيزنطة إلى أربع فترات حسب التقاليد هي: الفترة المبكرة، التي بدأت مع مرسوم ميلانو (عندما أُضيفت الشرعية على العبادة المسيحية) ومع نقل المقعد الإمبراطوري إلى القسطنطينية حتى عام 842 م. تبدأ الفترة الوسطى أو الفترة العليا مع نهاية تحطيم الأيقونات، إذ بدأت باستعادة الأيقونات في عام 843 وتُوجت بسقوط القسطنطينية على يد الصلبيين في عام 1204. تشمل الفترة المتأخرة التناضح الانتقائي بين العناصر الأوروبية الغربية والعناصر البيزنطية التقليدية في كل من الفن والعمارة، وتنتهي بسقوط القسطنطينية على يد الأتراك العثمانيين في عام 1453. يُستخدم مصطلح ما بعد بيزنطة لسنوات لاحقة، في حين يُستخدم مصطلح «البيزنطية الجديدة» للفن والعمارة منذ القرن التاسع عشر وما بعده، عندما أدى حل الإمبراطورية العثمانية إلى تجديد تقدير الفنانين والمؤرخين على حد سواء لبيزنطة.

## معرض صور

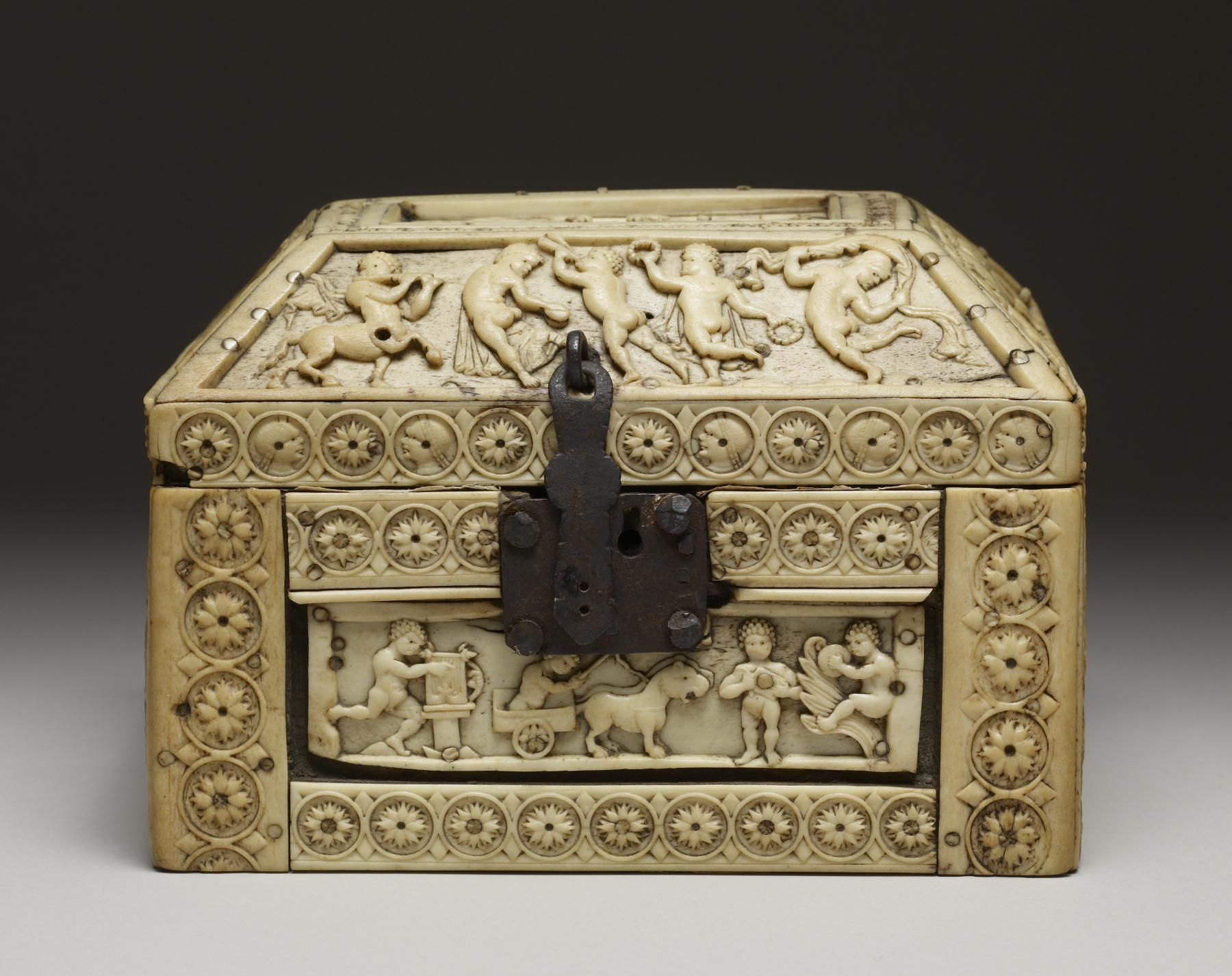
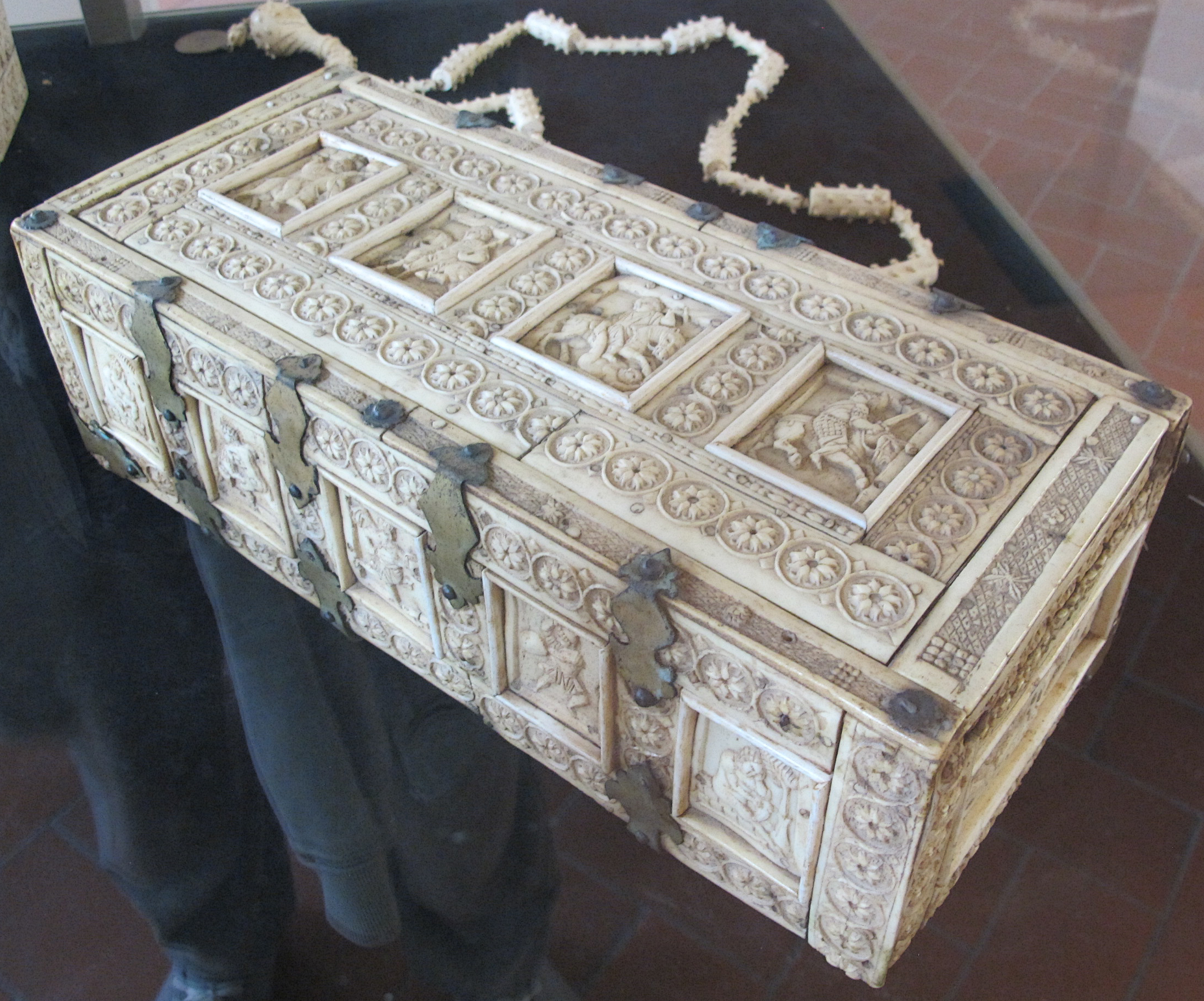
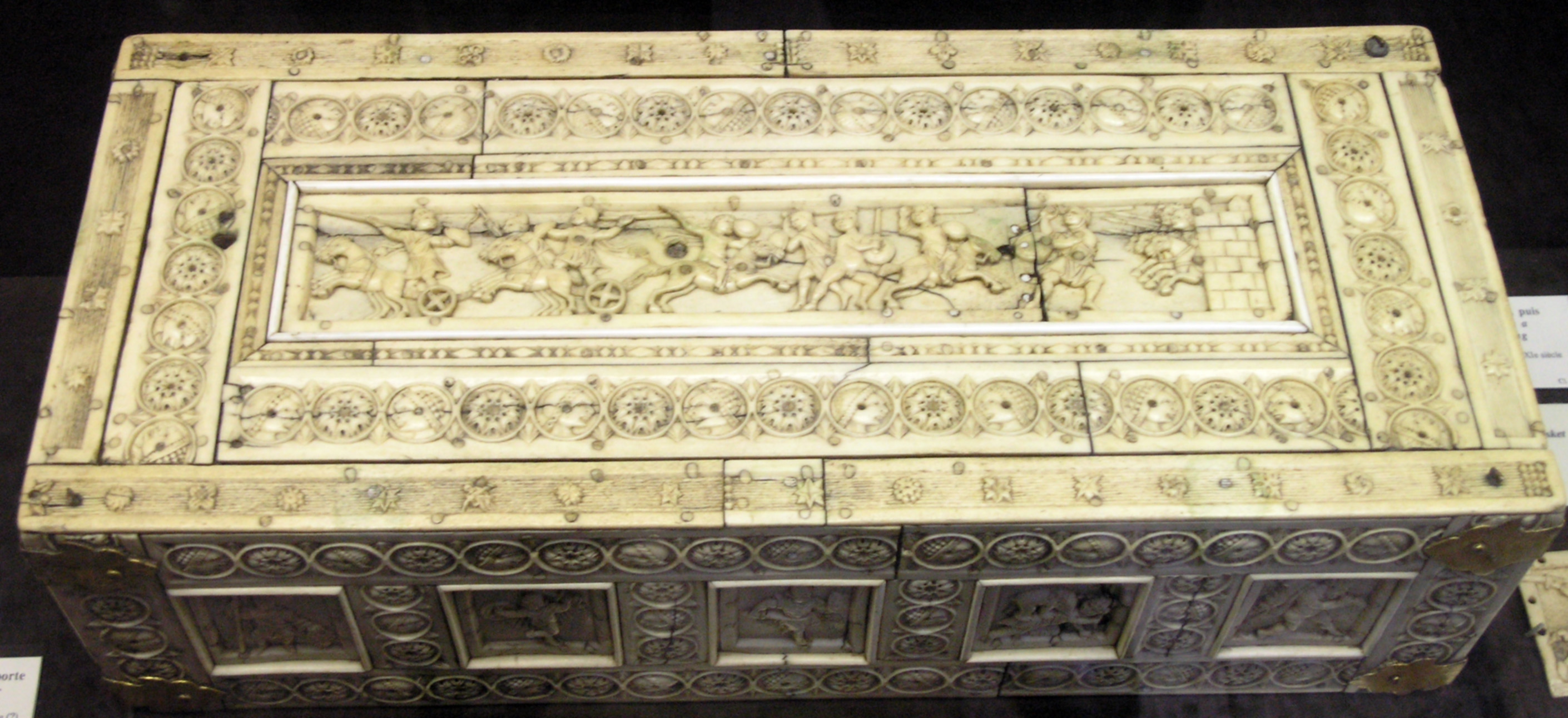
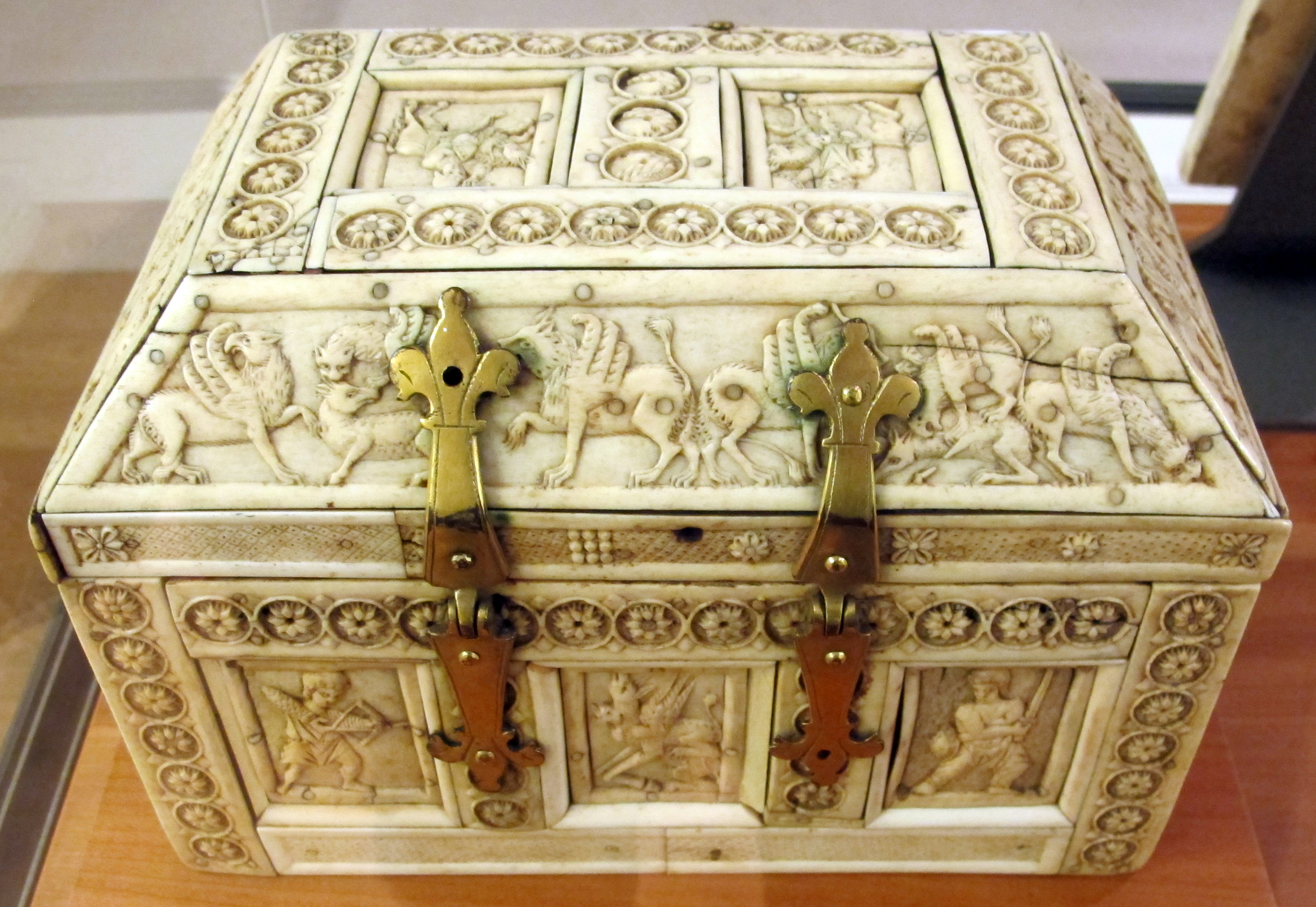
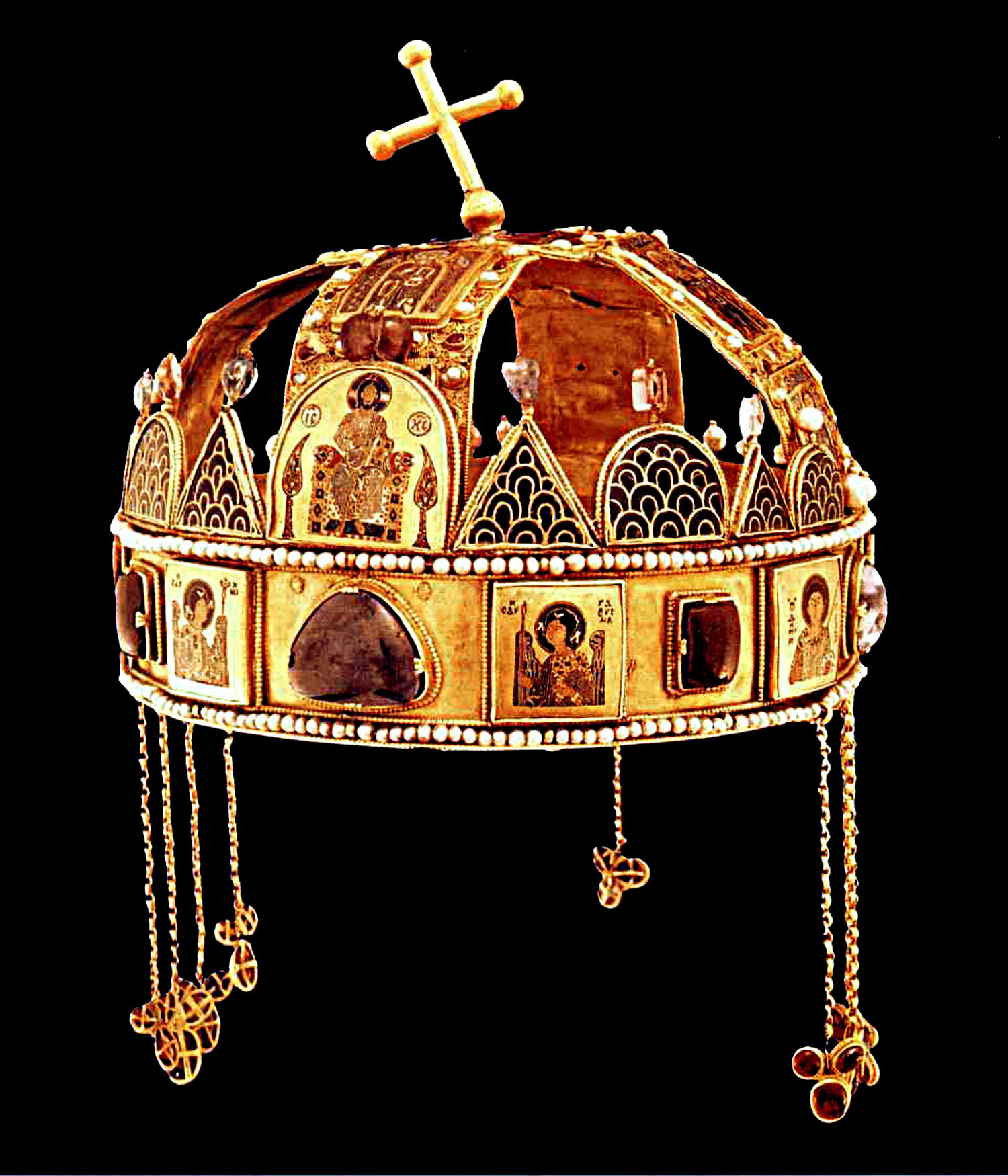

## مواضيع ذات صلة
- عمارة بيزنطية
- كنيسة القديس فيتالي